# アルルの跳ね橋

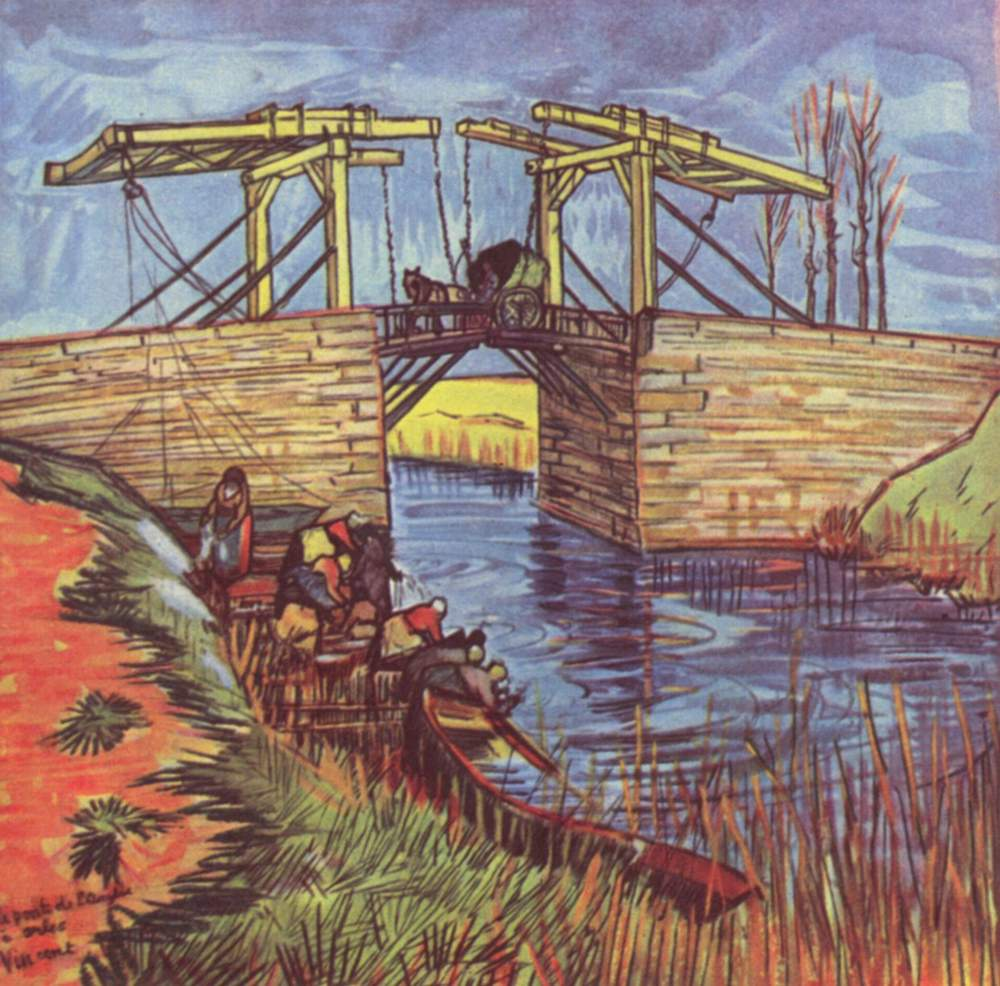
アルルの跳ね橋（クレラー・ミュラー美術館蔵）

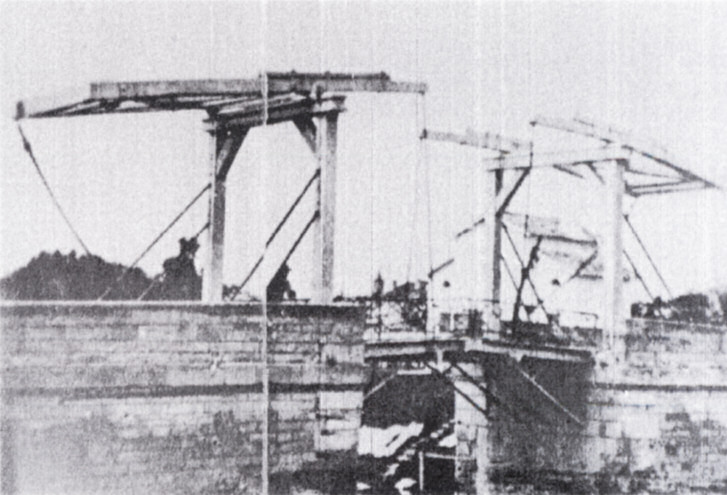
現存していた頃のラングロワ橋（1902年）

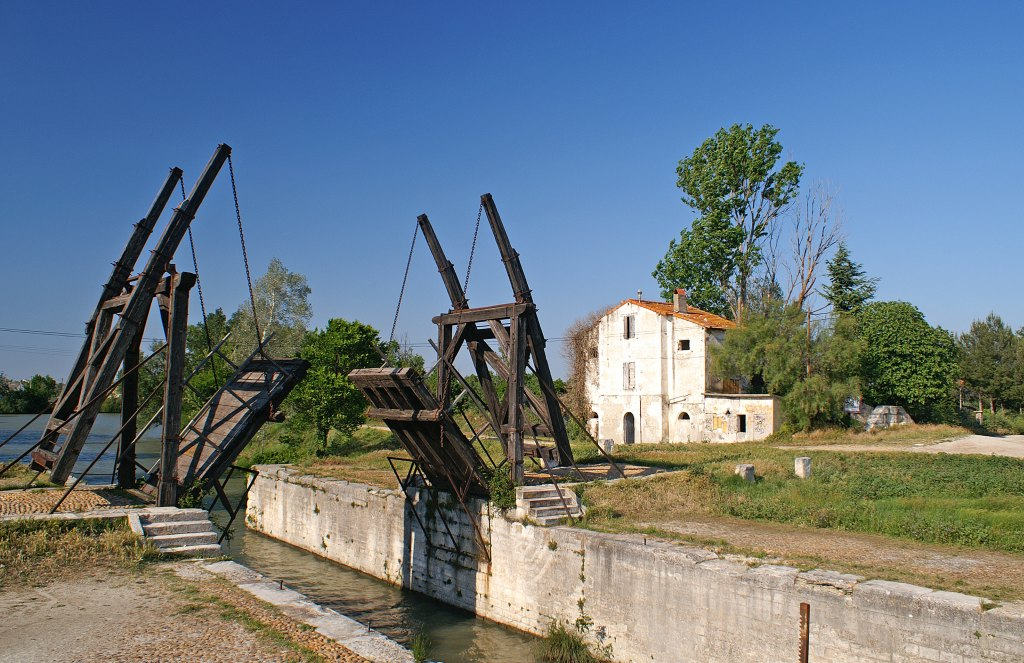
復元された跳ね橋

アルルの跳ね橋（あるるのはねばし、フランス語: Le Pont de l'Anglois、英語: The Langlois Bridge at Arles）とは、1888年にフィンセント・ファン・ゴッホによって描かれた油彩画。オランダ本国や海外では「（アルルの）ラングロワ橋」と呼ばれる。
モデルとなったラングロワ橋はアルルの中心部から南西約3キロほどの運河に実際に架かっていたものだが、1930年にコンクリート橋にかけ替えられたため現存しない。跳ね橋は別の場所に再現され、「ファン・ゴッホ橋」と名付けられたが、運河の堤などの風景が異なるために、作品の雰囲気が再現されているわけではない。
ゴッホはアルルに到着した月の翌月の3月に、この橋を題材にし、他にも5枚の絵を書いている他、数枚の素描を残している。

## ギャラリー

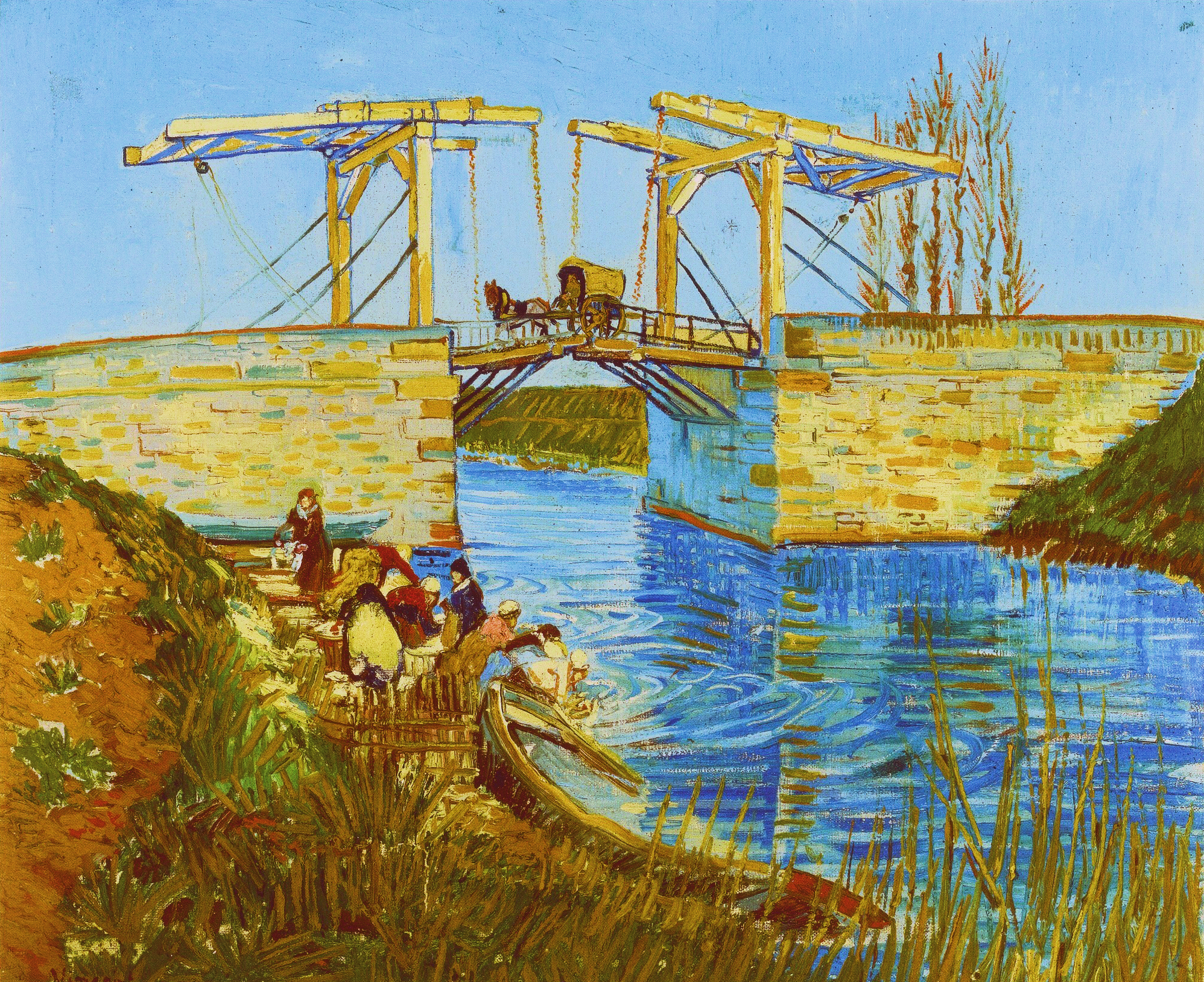
The Langlois Bridge at Arles with Women Washing、1888年、クレラー・ミュラー美術館蔵、(F397)
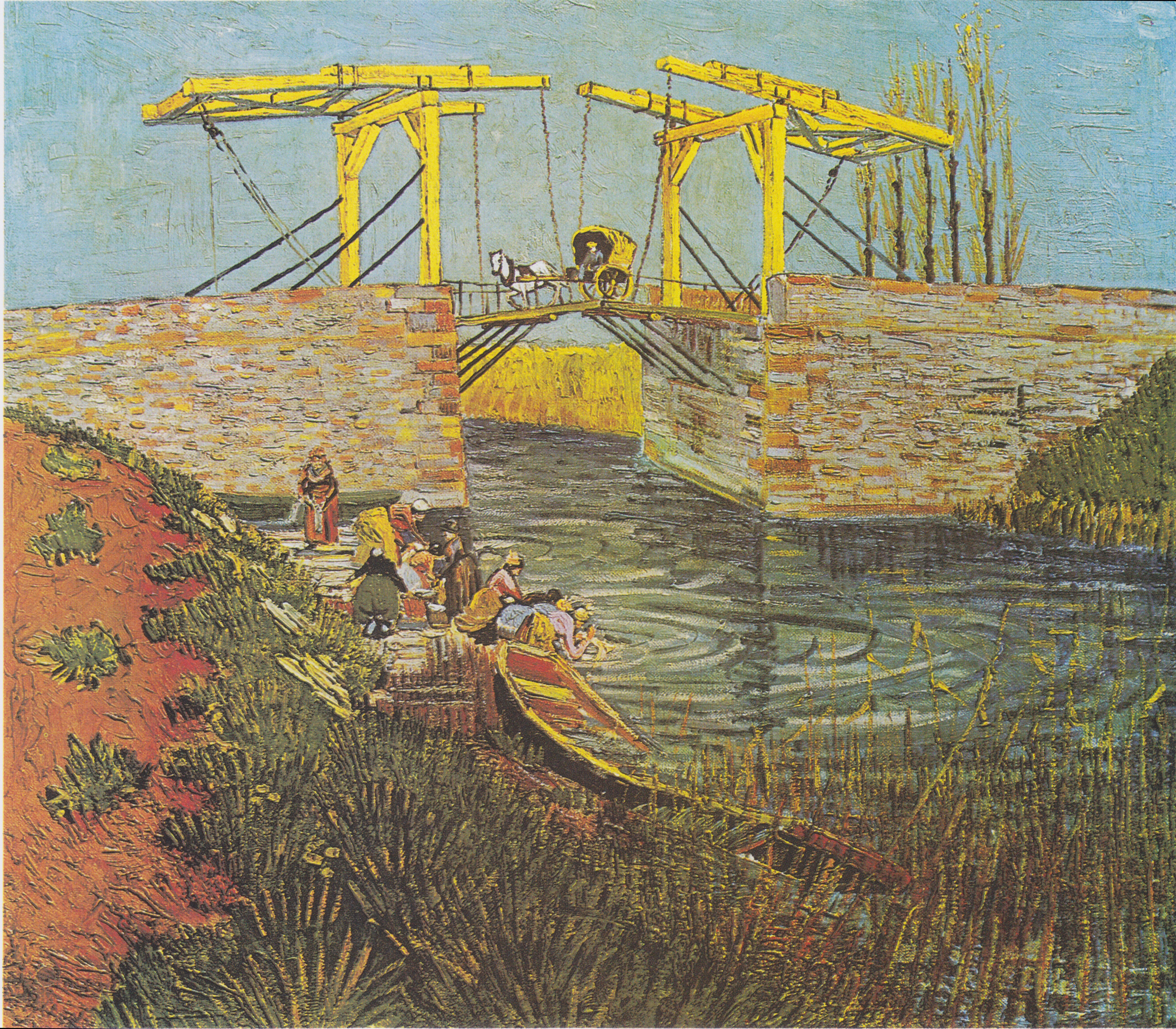
The Langlois Bridge at Arles、1888年、個人蔵、(F571)
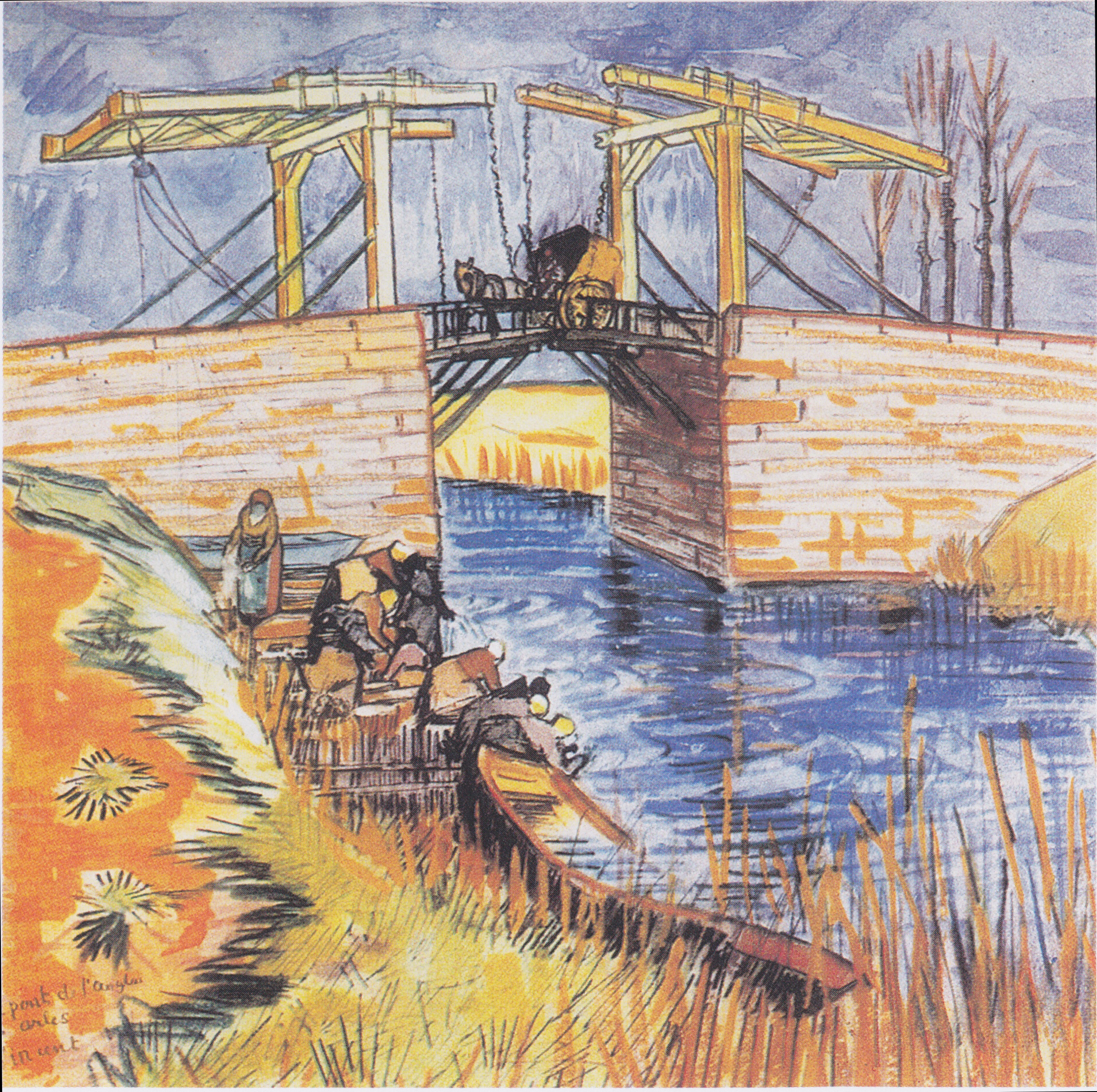
Langlois Bridge at Arles、1888年、個人蔵、(F1480)
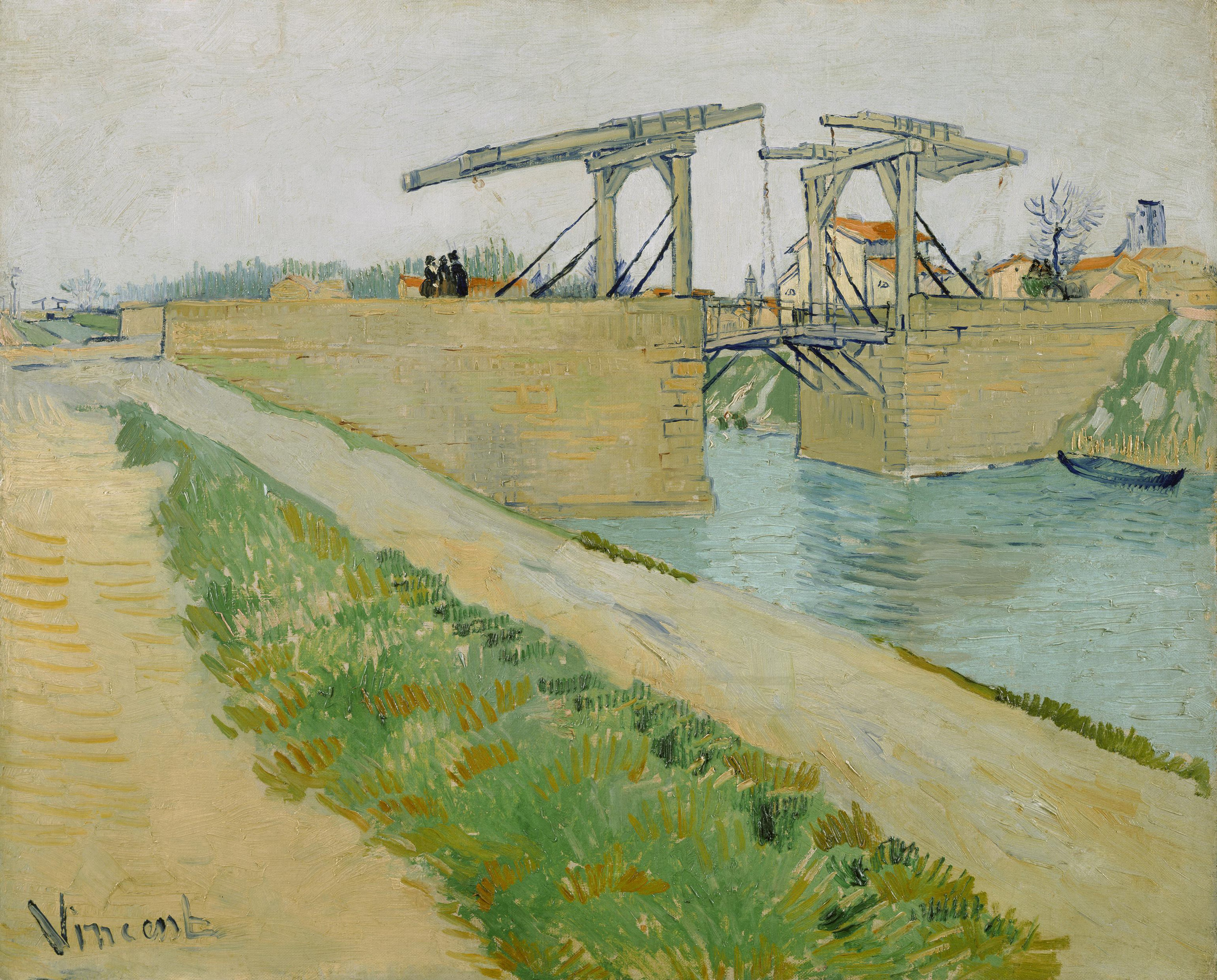
The Langlois Bridge at Arles with Road alongside the Canal、1888年、ゴッホ美術館蔵、(F400)
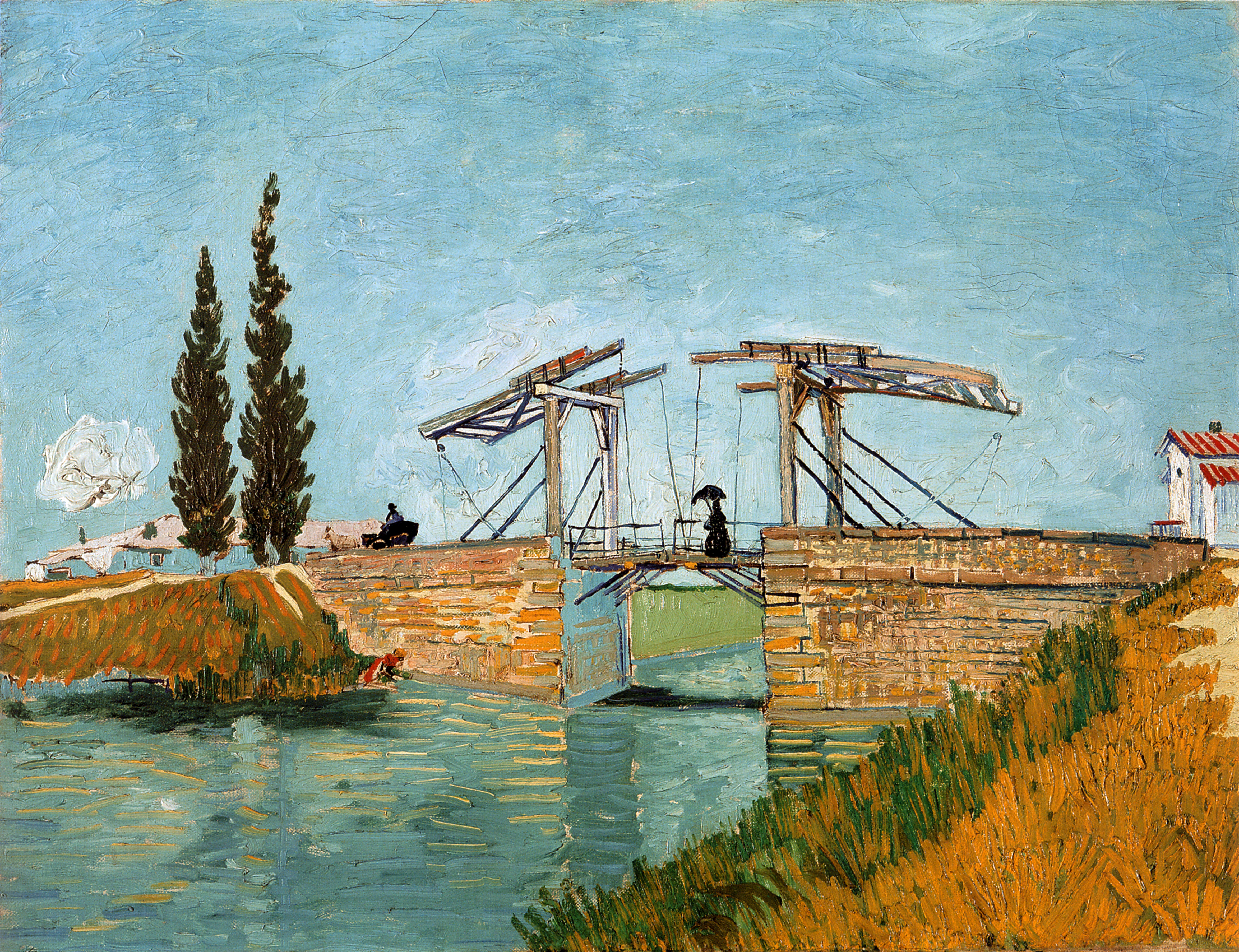
The Langlois Bridge at Arles、1888年、ヴァルラフ・リヒャルツ美術館蔵、(F570)